# مافكا: أغنية الغابة
مافكا: أغنية الغابة (بالإنجليزية: Mavka: The Forest Song)‏ (بالأوكرانية: Мавка. Лісова пісня) هو فيلم رسوم متحركة درامي خيالي أوكراني لعام 2023 من إخراج أوليه مالاموش و ألكساندرا روبان. الفيلم مستوحى من الأساطير الشعبية الأوكرانية والسلافية. عرض الفيلم لأول مرة في أوكرانيا في 2 مارس 2023.

## الأداء الصوتي
- ناتالكا دينيسينكو بدور مافكا.
- أرتيم بيفوفاروف في دور لوكاس.
- أولينا كرافيتس بدور كيلينا.
- سيرهي بريتولا بدور فرول.
- أوليه ميخيليوتا بدور ليو، عم لوكاس.
- ناتاليا سومسكا بدور معالج.
- داخبرخه كمجموعة موسيقية قروية.
- ميخايلو خوما في دور هش.
- يوليا سانينا بدور أوندينا.
- نزار زادنيبروفسكي في دور ليش.
- أوليه سكريبكا بدور الشخص الذي يجلس في الصخرة.
- نينا ماتفينكو بدور الراوية.
- كاترينا أوسادشا بدور نساء مختلفات.

## الإطلاق
بعد سبع سنوات من الإنتاج، تم عرض الفيلم لأول مرة في أوكرانيا في 2 مارس 2023 وحقق أرقامًا قياسية في شباك التذاكر في البلاد بافتتاحه، متغلبًا على فيلم أفاتار: درب المياه مع 189048 مشاركة. في الأسبوع الأول من العروض، بلغ إجمالي أرباح شباك التذاكر للفيلم 24.9 مليون هريفنا أوكرانية، والذي أصبح رقمًا قياسيًا في شباك التذاكر بين الإصدارات الأوكرانية المحلية. لمدة ستة عطلات نهاية أسبوع في السينما، تم بيع 1011.735 تذكرة للفيلم، وبلغ إجمالي أرباح شباك التذاكر المحلي 127.531.211 هريفنا أوكرانية. لمدة عشر عطلات نهاية أسبوع في السينما، تم بيع 1144522 تذكرة للفيلم وبلغ إجمالي أرباح شباك التذاكر المحلي 143930311 هريفنا أوكرانية.
على الصعيد الدولي، يتم عرض الفيلم في عدد من الأسواق حيث حصلت أكثر من 80 دولة على حقوق التوزيع. أكثر من 50 دولة ومنطقة حددت أيضًا تواريخ الإصدار. صدر الفيلم في فرنسا في 29 مارس 2023، تلتها هولندا في 19 أبريل، وإيطاليا في 20 أبريل، والبرتغال في 4 مايو، وألمانيا وسويسرا والنمسا في 8 يونيو، بولندا وإستونيا ولاتفيا وليتوانيا في 14 يونيو وفيتنام في 16 يونيو.
في الولايات المتحدة، من المقرر إطلاق الفيلم على قرص دي في دي وتنزيله رقميًا في 15 أغسطس. من المتوقع الإعلان عن تواريخ الإصدار لكل من كندا وأمريكا اللاتينية وكوريا الجنوبية ومنغوليا والمملكة المتحدة وجمهورية التشيك وسلوفاكيا ودول أخرى في وقت لاحق.